# Biskupské gymnázium Žďár nad Sázavou
Biskupské gymnázium ve Žďáru nad Sázavou je katolické gymnázium poskytující všeobecné čtyřleté a osmileté gymnaziální vzdělání v duchu křesťanského humanismu. Součástí výuky je jedna hodina týdně povinného předmětu náboženství. Asi 260 žáků je rozděleno do 12 tříd. Škola je komplexně bezbariérová, maximálně vychází vstříc různě handicapované mládeži a dělá všechno pro její integraci.

## Historie
Škola byla založena v roce 1993 biskupstvím brněnským, v září téhož roku pak byla zahájena výuka. V roce 1994 došlo ke změně zřizovatele, kterým se stalo Náboženské společenství Adolpha Kolpinga. Škola se dělí o budovu se SŠG Adolpha Kolpinga.